# Àngela Ballester
Àngela Ballester Muñoz, née le 15 juin 1980, est une femme politique espagnole membre de Podemos.
Elle est élue députée de la circonscription de Valence lors des élections générales de décembre 2015.

## Biographie

### Profession
Àngela Ballester Muñoz est titulaire d'une licence en histoire, d'un master en coopération internationale et d'un master en affaires électorales.

### Carrière politique
Elle est membre du conseil citoyen national de Podemos et de celui de la région valencienne.
Le 20 décembre 2015, elle est élue députée pour Valence au Congrès des députés et réélue en 2016.